# Karel Korytář
Karel Korytář (* 9. října 1949 Halenkov) je český politik ČSSD, v letech 1996 až 2002 a pak opět 2008 až 2014 senátor za obvod č. 66 – Olomouc, v letech 2006 až 2008 poslanec Poslanecké sněmovny PČR, od roku 2002 zastupitel města Uničova.

## Vzdělání, profese a rodina
V roce 1974 vystudoval Fakultu elektrotechnickou Vysokého učení technického v Brně. Absolvoval postgraduální studia na VŠE v Praze a VŠB v Ostravě. V letech 1974 – 1996 byl zaměstnancem Uničovských strojíren, po revoluci podniku UNEX, a.s.
Je ženatý a má jednoho syna.

## Politická kariéra
Členem ČSSD je od roku 1994.
V senátních volbách roku 1996 se stal senátorem za senátní obvod č. 66 – Olomouc, přestože byl v prvním kole poražen občanským demokratem Vítězslavem Vavroušekem v poměru 23,49 % ku 32,55 % hlasů. Ve druhém kole však dokázal poměr otočit a vyhrál se ziskem 52,45 % hlasů. V Senátu byl členem Výboru pro hospodářství, zemědělství a dopravu. Byl též předsedou Stálé komise pro práci Kanceláře Senátu.
V senátních volbách roku 2002 svůj mandát neobhájil, když již v první kole prohrál opět s Vítězslavem Vavroušek 26,53 % ku 24,85 % a ve druhém kole občanský demokrat vyhrál s 50,26 %.
Dlouhodobě je aktivní v místní politice. V komunálních volbách roku 2002, komunálních volbách roku 2006 a komunálních volbách roku 2010 byl zvolen do zastupitelstva města Uničov za ČSSD. Mandát zastupitele města obhájil i ve volbách roku 2014 (uspěl díky preferenčním hlasům).
V krajských volbách roku 2004 byl zvolen do Zastupitelstva Olomouckého kraje za ČSSD.
Ve volbách roku 2006 byl za ČSSD zvolen do Poslanecké sněmovny (volební obvod Olomoucký kraj). Byl místopředsedou sněmovního hospodářského výboru a členem výboru pro zdravotnictví. Ve sněmovně setrval do října 2008, kdy rezignoval na mandát v souvislosti se svým opětovným zvolením do senátu.
V senátních volbách roku 2008 totiž Korytář opětovně kandidoval proti Vítězslavu Vavrouškovi a jejich třetí souboj o mandát člena horní komory dopadl tentokráte jednoznačně, v prvním kole Korytář vyhrál 37,48 % ku 23,19 % hlasů a ve druhém kole svůj náskok ještě zvýšil, když zvítězil s 68,28 % hlasů. V tomto volebním období působil jako místopředseda Výboru pro hospodářství, zemědělství a dopravu.
Ve volbách do Senátu PČR v roce 2014 počtvrté kandidoval za ČSSD v obvodu č. 66 – Olomouc. Se ziskem 19,56 % hlasů však skončil na 3. místě a nepostoupil tak ani do kola druhého.
V krajských volbách v roce 2016 kandidoval na posledním 60. místě ČSSD v Olomouckém kraji, ale nebyl zvolen. V krajských volbách v roce 2024 kandidoval na 33. místě kandidátní listiny Hlas pro náš kraj, koalice SOCDEM a SproK, ale rovněž nebyl zvolen. V komunálních volbách 2018 a 2022 neúspěšně kandidoval na funkci zastupitele Uničova.